# Власов, Артём Витальевич
Артём Витальевич Власов (бел. Арцём Вітальевіч Уласаў; род. 26 мая 2003, Уречье, Минская область) — белорусский футболист, полузащитник клуба «Молодечно».

## Карьера

### «Нафтан»
Воспитанник футбольной академии минского «Динамо». В июле 2020 года футболист перешёл в «Энергетик-БГУ», где стал выступать за дублирующий состав. В 2022 году футболист выступал за «Энергетик-БГАТУ» и «Виктории». В начале 2023 года футболист на правах свободного агента перешёл в новополоцкий «Нафтан». Дебютировал за клуб футболист 18 марта 2023 года в матче против солигорского «Шахтёра», выйдя на поле в  стартовом составе. Футболист смог быстро закрепиться в основной команде клуба, однако результативными действиями не отличился. Затем с мая 2023 года футболист перестал попадать в заявку основной команды новополоцкого клуба. В июне 2023 года футболист покинул новополоцкий клуб, расторгнув контракт по соглашению сторон.

### «Макслайн»
В июле 2023 года футболист на правах свободного агента присоединился к витебскому «Макслайну». Дебютировал за клуб футболист 16 июля 2023 года в матче против гомельского «Локомотива», выйдя на поле в стартовом составе. Первым результативным действием за клуб футболист отличился 4 августа 2023 года в матче против «Барановичей», отдав голевую передачу. Дебютный гол за клуб футболист забил 21 октября 2023 года в матче против долбизновской «Нивы». На протяжении сезона футболист выступал за клуб в роли одного из основных игроков, чередуя матчи в стартовом составе и со скамейки запасных, отличившись 2 забитыми голами и 2 результативными передачами. По итогу сезона футболист вместе с клубом занял итоговое пятое место в чемпионате.
В начале 2024 года футболист стал готовиться к новому сезону с основной командой клуба. Первый матч в новом сезоне футболист сыграл 7 апреля 2024 года против гомельского «Локомотива», выйдя на поле в стартовом составе и также отличился первой в сезоне результативной передачей. Своим первым в сезоне забитым голом за клуб футболист отличился 12 мая 2024 года в матче против клуба АБФФ U-17. В матче 22 июня 2024 года против «Энергетика-БГУ» футболист отличился дублем из результативных передач. В начале июля 2024 года футболист покинул клуб, расторгнув контракт по соглашению сторон. За первую половину сезона футболист успел отличиться за витебский клуб 2 забитыми голами и 4 результативными передачами в рамках чемпионата.

### «Молодечно-2018»
В середине июля 2024 года футболист на правах свободного агента присоединился к «Молодечно-2018», подписав контракт до конца сезона. Дебютировал за клуб футболист 21 июля 2024 года в матче против «Барановичей», выйдя на замену на 67 минуте. Футболист сразу же смог закрепиться в основной команде клуба. Дебютным забитым голом за клуб футболист отличился 25 августа 2024 года в матче против минского «Динамо-2». По итогу сезона футболист вместе с клубом стали победителями чемпионата, получив прямое повышение в Высшую лигу. На протяжении сезона футболист выступал за молодечненский клуб в роли одного из основных игроков, отличившись своими единственными забитым голом и результативной передачей в рамках чемпионата.
В феврале 2025 года футболист продлил контракт с клубом ещё на сезон. Первый матч в новом сезоне футболист сыграл 15 марта 2025 года против гродненского «Немана», выйдя на поле в стартовом составе. Первыми в сезоне результативными действиями за клуб футболист отличился 13 апреля 2025 года в матче против столичного «Минска», оформив дубль из голевых передач.

## Достижения
«Молодечно-2018»
- Победитель Первой лиги: 2024